# 房道龙
房道龙（英語：Charles Chan，1914年12月22日—2008年2月26日），男，安徽芜湖人， 後移民澳大利亚，為演員成龍的父親。
2000年左右，由香港导演张婉婷拍摄的成龙纪录片比较全面揭秘成龙的身世。纪录片主要是采访成龙的父亲房道龙，在纪录片里房道龙全面回忆了自己的一些经历。纪录片因为一些原因没有在大陆公映。片中房道龙亲口称父亲房正文，山东烟台人，房道龙出生于山东烟台，1924年随父亲到芜湖。

## 籍贯
成龙曾公开宣布，他是唐朝宰相房玄龄的后代，并前往山东寻根，而他的儿子也正式改為房姓，这一举动表明了成龙的祖籍应该是山东，但不料有专家确称成龙真正的祖籍应该是安徽和县，认房玄龄为祖，只是一廂情愿，並指出成龍父親房道龍生前也从未自称与房玄龄有关系。专家的言论引起了网友的争议，但成龙本人并没有对质疑再次澄清，因此成龙的籍贯眾說紛紜。

## 生平

### 早年经历
房道龍15歲以前在南京生活，曾被日本當局逮捕，後被釋放。房道龙後來在中华民国国军服役，据聞更曾在戴笠手下工作，亦因職務保密需要用化名「陳志平」。后因一次枪支走火被革除军籍，在南京從事布商為生。於国民党失利后，他为避祸流亡香港，隱姓埋名以軍中化名生活。抵港後在美国驻港领事馆做厨师工作，后由于美国领事调升驻澳大利亚大使而移民至澳大利亚。

### 晚年生活
房道龍2008年因前列腺癌逝世於香港，享壽93歲，葬於坎培拉。約有100人參加他的告別式，包括美國駐澳洲大使小罗伯特·麦卡勒姆以及澳大利亞首都特區前首席部長Kate Carnell 與 Gary Humphries。

## 家庭
他与原配尹氏（1947年病逝）在中國大陸育有二子，长子房仕德（1940年出生），次子房仕勝（1946年出生），两人现居芜湖市沈巷镇（原属和县）。。
聘育二女新寡陈月荣為填房，于1954年为其生育一子，取名陈港生，族名房仕龙，即日后的巨星成龙。

## 流行文化
- 在张婉婷执导2015年的电影《三城记》中，刘青云饰演房道龙。

## 外部連結
- Charles Chan在互联网电影资料库（IMDb）上的資料（英文）